# جزيرة صاي

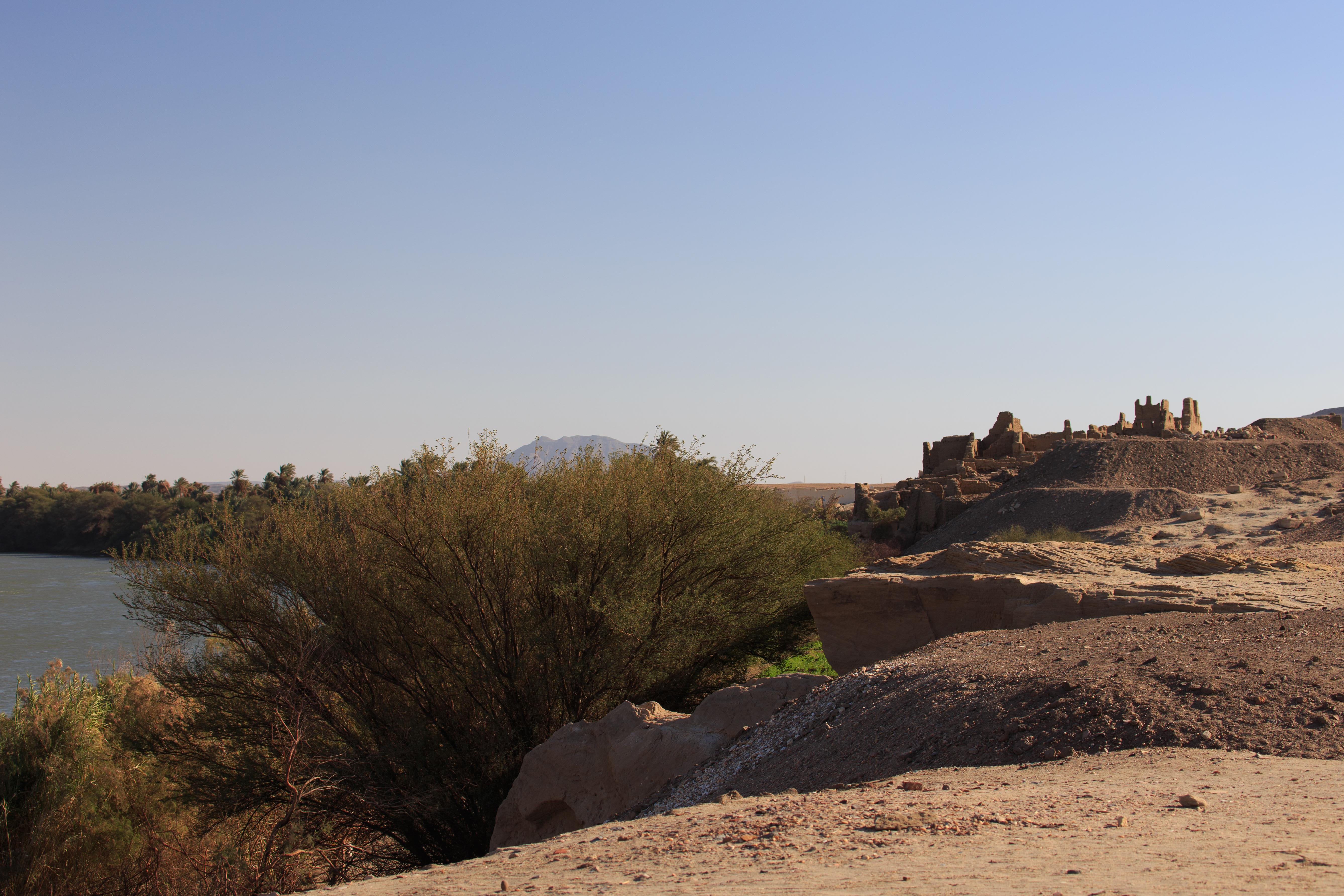
جزيرة صاي السودان

جزيرة صاي ثاني أكبر جزيرة في السودان، وتبعد تسع كيلو مترات عن مدينة عبري طولها 12 كم وعرضها 7 كيلومتر بها أربع قرى (صاي صاب) في الشمال ثم (موركة) على الساحل الغربي للجزيرة وجنوبا (أرودين) أما قرية (عدو) فهي على الساحل الشرقي للجزيرة. وينطق سكانها باللغة النوبية.
وأشتهرت صاي باسم جزيرة المعلمين لكثرة من عمل بالتعليم من اهلها وبدرجاته علمية مختلفة من الابتدائي إلى الجامعي وبالتالي فنسبة الأمية بها تكاد تكون صفر.
أجري بها تنقيب آثاري بواسطة الباحث أسامة عبدالرحمن النور في مدافن المملكة المصرية الوسطى في جزيرة صاى (السودان)، ضمن أعمال البعثة الفرنسية لجامعة لييل تحت إشراف البروفسور جين فيركوتيه.
وتعمل بها بعثة فرنسية للتنقيب عن الآثار منذ 1904 فقد عثرت على ما يفيد بوجود تواجد بشري على أرضها منذ 215000 سنة،و كما أن بها قلعة كبيرة يرجع تاريخها إلى مصر القديمة (1550 – 1080 ق.م) ومعابد وجبانات تعود إلى عهد كرمة ودولة نوباتيا المسيحية.
وينتسب إليها خليل فرح وهو شاعر وملحن و مغني توفاه الله بالقاهرة في عام 1932 وجيلي عبد الرحمن وهو شاعر توفاه الله بالقاهرة 1992 و دهب خليل أحد ألمع المغنيين باللغة النوبية.
ينتشر من أهل صاي في الكثير من أنحاء العالم ولهم تواجد مقدر في السعودية والإمارات ومصر وتواجد أقل في بريطانيا والولايات المتحدة وأوروبا عامة.

## وصلات خارجية
- موقع وزارة السياحة السودانية